# Jebel Shammar

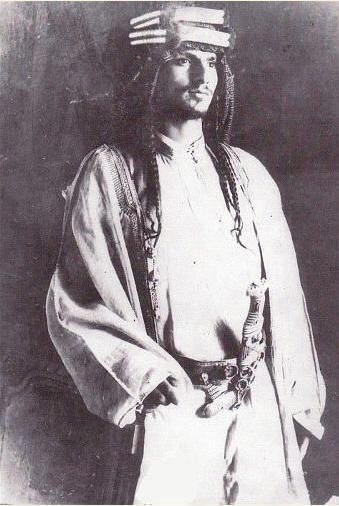
Emir Sa'ud ibn Abdul Aziz al-Rashid (1898-1920), de tiende emir van 1908 tot 1920

Jebel Shammar, ook bekend als het emiraat Hail, was een onafhankelijke staat en monarchie gelegen in het Shammargebergte in het huidige noorden van Saoedi-Arabië. De staat werd opgericht in 1836 door emir Abdullah bin Rashid, met als hoofdstad Hail, bekend als een rustplaats tijdens de Hadj.
De regerende en uit bedoeïenen bestaande Rasjid-dynastie – behorend tot de Shammarstam - ontleende zijn naam aan de grootvader van Abdullah, de eerste emir van Hail, die zich Rashid noemde. Abdullah bin Rashid kwam met de hulp van zijn broer Oebayd Al Rashid aan de macht na een opstand tegen de heerser van Hail, Mohammed bin Ali.
Onder het bewind van Abdullahs zoon en opvolger Talal ibn Abdullah al-Rashid kwam het Barzan Paleis in Hail klaar. De werken waren reeds gestart in 1808 en resulteerden in een paleis van drie verdiepingen met een oppervlakte van 300.000 vierkante meter.
De Rasjid-dynastie werd ook getekend door aanslagen en moorden op hun eigen familieleden, meestal omwille van de erfopvolging.

## Tweestrijd
De Rasjids en de Saoedi's van het Huis Saoed waren elkaars opponenten die elkaar decennialang bestreden. De Saoedi's werden, met aan het hoofd Abdoel Rahman bin Faisal, in 1891 door de Rasjids uit Riyad verdreven. Het was Ibn Saoed, de zoon van Abdoel Rahman bin Faisal, die met een klein leger Riyad in 1902 heroverde en de Derde Saoedische Staat (het emiraat Nadjd en Hasa) stichtte. Dit was het begin van een expansie die, mede door het verlies van verschillende veldslagen door de Rasjids die aanvankelijk in het Ottomaanse rijk een bondgenoot vonden, in stappen zou leiden tot de stichting van Saoedi-Arabië.
Uiteindelijk werd het hele emiraat Jebel Shammar in 1921 veroverd door de Saoedi's van sultan, en latere koning, Ibn Saoed en werd de Vierde Saoedische Staat (het sultanaat Nadjd en Afhankelijkheden) gesticht. Ibn Saoed liet tevens het immense paleis van Hail vernietigen.

## Emirs van Jebel Shammar
- Abdullah (I) ibn Ali al-Rashid (1836-1848)
- Talal ibn Abdullah al-Rashid (1847-1867)
- Mitaab (I) ibn Abdullah al Rashid (1867-1869)
- Bandar ibn Talal al Rashid (1869-1872)
- Muhammad (I) ibn Abdullah al-Rashid (1872-1897)
- Abdul-Aziz bin Mitab|Abdul Aziz ibn Mitaab al-Rashid (1897-1906)
- Mitaab (II) ibn Abdul Aziz al-Rashid (1906-1907)
- Sultan ibn Hammud al-Rashid (1907-1908)
- Sa'ud (I) ibn Hammud al-Rashid (januari 1908 - september 1908; overleden in 1909)
- Sa'ud (II) ibn Abdul Aziz al-Rashid (1908 - 1920)
- Abdullah (II) ibn Mitaab al-Rashid (1920-1921; overleden in 1947)
- Muhammad (II) ibn Talal al-Rashid (1921-1921; overleden in 1954)

De tiende emir, Saʿūd bin ʿAbd al-ʿAzīz, werd in 1920 vermoord door zijn neef Abdullah bin Talal, een broer van de twaalfde emir. Twee van zijn weduwen huwden met Ibn Saud. Een van hen was Fahda bint Asi Al Shuraim, de moeder van koning Abdoellah bin Abdoel Aziz al-Saoed van Saoedi-Arabië (2005-2015).